# Streymoy
Streymoy (dansk: Strømø), der er 48 kilometer lang og 14 kilometer bred, er den største og folkerigeste ø på Færøerne. Øen er inddelt i en nord- og sydregion. Hovedstaden Tórshavn ligger på den sydøstlige side beskyttet af Nolsoy. Byen er med sin store havn, sin industri og kultur, blevet Færøernes administrative centrum.
Bygder på Streymoy: Argir, Haldarsvík, Hvalvík, Hoyvík, Hósvík, Hvítanes, Kaldbak, Kirkjubøur, Kollafjørður, Kvívík, Langasandur, Leynar, Nesvík, Norðradalur, Saksun, Signabøur, Skælingur, Stykkið, Syðradalur, Tjørnuvík, Tórshavn, Velbastaður, Vestmanna, Við Áir.
Vestmanna på Streymoys vestkyst er kendt for fiskerihavnen og vandkraftværket.
Til den sydlige Stremoy-region hører også øerne Nólsoy i øst og Hestur og Koltur i vest. Den 1. januar 2005 kom øerne under Tórshavn Kommune.

## Geografi
Streymoy er aflang i formen og strækker sig 48 km i nordvestlig–sydøstlig retning. Øen er på det bredeste sted ca 14 km bred, men de fleste steder ca. 10 km. I sydøst skærer de lange fjorde Kollafjørður og Kaldbaksfjørður sig ind i landskabet. Det geografiske midtpunkt på Færøerne ligger ved Kaldbaksbotnur på Streymoy. Øen er fjeldpræget, specielt i nordvest, med Kopsenni (789 moh.) som den højeste top. Kopsenni ligger i et område domineret af fjelde på mere end 500 moh. Længst mod sydøst ligger Tórshavn. Den sydlige del er langt fladere end den nordlige, og højeste fjeld er Kirkjubøreyn (351 moh.). Suðurstreymoy er omkranset af de små øer Koltur, Hestur og Nólsoy. Sydspidsen af øen kaldes Kirkjubønes, efter Kirkjubøur på vestkysten.
I lighed med resten af øriget finder man en række små vandløb, bække og indsøer. Det 0,18 km² store Leynavatn er Færøernes sjettestørste indsø. Blandt mindre vandløb kan nævnes Klúftá og Fossá ved Haldarsvík, Stórá við Hvalvík, Heljareyga og Fossá ved Vestmanna, Sandá ved Tórshavn og Leynará ved Leynar.
Vegetationen domineres af lynghede, som i højden går over i fjeldvegetation. I lighed med resten af Færøerne kendetegnes landskabet af mangelen på naturlig trævækst.
Streymoy er adskilt fra Eysturoy, den næststørste ø, i øst af det smalle sund Sundini. Det smalleste punkt kaldes Streymin, "strømmen". En 220 m lang bro forbinder de to bredder med hinanden. Regionen langs sundet på begge øer kaldes Sundalagið, men er ikke identisk med kommunen Sundini, som omfatter alle bygder på Streymoy, som ligger i Sundalagið: Haldarsvík, Langasandur, Hvalvík, Streymnes og Hósvík. Der er mindre bebyggelse langs Vestmannasund, som foruden Vestmanna har bygderne Kvívík, Stykkið, Leynar og Skælingur mod længere syd. På vestkysten syd for Vestmannasund ligger Norðradalur, Syðradalur, Velbastaður og Kirkjubøur. Nordvest på øen ligger bygderne Tjørnuvík og Saksun, som er kendt for at være særligt maleriske.

## Næringsliv
Fiskeriet er den dominerende næringsvej på Færøerne, også på Streymoy. Tórshavn er øgruppens økonomiske og trafikale centrum med fiskerihavn, flere forædlingsvirksomheder og et skibsværft. Her findes også maskin- og værkstedindustri, mejeri og en række faciliteter, som er knyttet til turisme såsom hoteller. De fleste tjenesteydende erhverv har også deres tyngdepunkt i Tórshavn, hvor der blandt andet findes to store indkøbscentre.
Som et trafikknudepunkt har Tórshavn vejforbindelse til alle bygderne på Streymoy, som tillige er forbundet med Vágar og lufthavnen gennem en undersøisk tunnel og Eysturoy via en bro. Eysturoy er på sin side forbundet med Færøernes næststørste by, Klaksvík på Borðoy, gennem en undersøisk tunnel. Øerne med fast vejforbindelse med Streymoy omtales ofte som Meginlandið, "fastlandet". Strandfaraskip Landsins opererer flere færgeruter. Fra færgehavnen Gamlarætt ved Kirkjubøur er der forbindelse til Hestur i vest og Sandoy i syd. MF «Smyril» forbinder Tórshavn med Suðuroy.
Skønt de fleste bygder uden for Tórshavn lever af fiskeriet, som f. eks naturhavnen Vestmanna, spiller det færøske landbrug en større rolle flere steder. Fårehold har ringe kommerciel betydning efter industrialiseringen af fiskeriet, men kendetegner flere bygdesamfund. Regnet i antal dyr har Streymoy det næststørste fårehold på Færøerne efter Eysturoy. Mælkeproduktionen er den del af landbruget med den generelt største lønsomhed.
Vestmanna er et centrum for udvinding af vandkraft med en årlig produktion på ca. 46 GWh fordelt på tre vandkraftværker på Færøerne.

## Infrastruktur
Streymoy er med broen over sundet Sundini forbundet med Færøernes næststørste ø Eysturoy. Syðradalur på vestkysten blev som den sidste bygd på Streymoy tilsluttet vejnettet i 1982.
Fra Tórshavn er der personfærgeforbindelse til Nólsoy og med bilfærgen Smyril til Suðuroy.
En gang ugentlig anløber færgen Norröna Tórshavn, der sejler til Danmark, Shetlandsøerne, Norge og Island.
Atlantic Airways driver en helikopterrute til afsidesliggende bygder.
I 2002 blev Vágartunnelen indviet, som forbinder Streymoy med den vestlige ø Vágar, hvor Færøernes eneste lufthavn ligger. Fra Gamlarætt ved Kirkjubøur er der færgeforbindelse til Sandoy og Hestur. I januar 2004 blev et projekt til en tunnel mellem Streymoy og Sandoy offentliggjort.

## Seværdigheder
Streymoy er velegnet til vandreture. Over hele øen er der afmærkede ruter. Der er regelmæssige busafgange mellem byer og bygder på Streymoy.
Der er bådture til de nærliggende fuglefjelde fra Vestmanna.
Foruden Tórshavn er der af seværdigheder det tidligere biskopsæde fra den katolske tid Kirkjubøur, Saksun med den gamle kongsbondegård "Dúvugardur" og den tilsandede fjord, bygden Tjørnuvík med sandstrand og udsigt til Risin og Kellingin, Kvivík med vikingebopladserne og Haldarsvík med den ottekantede kirke.

## Galleri
- Kort over Streymoy
- Bilfærgen MF «Smyril» til kaj i Tórshavn
- Fæstningen Skansin fra ca. 1580
- Kirkjubøur
- Sornfelli (749 moh.) ca. 12 km nord for Tórshavn
- Tjørnuvík
- Dúvugarður i Saksun
- Kvívík